# Beroe hyalina
Beroe hyalina är en kammanetart som beskrevs av Moser 1907. Beroe hyalina ingår i släktet Beroe, och familjen Beroidae. Inga underarter finns listade i Catalogue of Life.